# Jacques Manic
Jacques Manic, né le 26 février 1949 à Saint-Pierre-des-Corps (Indre-et-Loire), est un footballeur français.

## Biographie
Formé à Saint-Pierre-des-Corps, Jacques Manic combine le football avec le métier de médecin. Doté d'une grande activité et d'une très bonne technique, il évolue au cœur du jeu, comme milieu de terrain, et excelle dans l'art de la passe décisive. En 1977, Manic est élu meilleur joueur de Division 2. À 29 ans, il intègre l'équipe de France amateur et est finaliste des Jeux méditerranéens de 1979 aux côtés de joueurs comme Alain Couriol et José Touré.

## Statistiques
| Saison                | Club                  | Championnat           | Championnat | Championnat | Coupe(s) nationale(s) | Coupe(s) nationale(s) | Total | Total |
| Saison                | Club                  | Division              | M.          | B.          | M.                    | B.                    | M.    | B.    |
| 1974                  | RC Lens               | D1                    | 1           | 0           | -                     | -                     | 1     | 0     |
| 1974-1975             | FC Tours              | D2                    | 27          | 2           | 1                     | 0                     | 28    | 2     |
| 1975-1976             | FC Tours              | D2                    | 31          | 10          | 1                     | 0                     | 32    | 10    |
| 1976-1977             | FC Tours              | D2                    | 30          | 7           | 2                     | 0                     | 32    | 7     |
| 1977-1978             | FC Tours              | D2                    | 33          | 2           | 5                     | 3                     | 38    | 5     |
| 1978-1979             | FC Melun              | D2                    | 32          | 6           | -                     | -                     | 32    | 6     |
| 1979-1980             | AAJ Blois             | D2                    | 23          | 3           | -                     | -                     | 23    | 3     |
| Total sur la carrière | Total sur la carrière | Total sur la carrière | 177         | 30          | 12                    | 3                     | 189   | 33    |